# Mario Giro
Mario Giro (Roma, 29 luglio 1958) è un politico e diplomatico italiano, viceministro degli affari esteri nei governi Renzi e Gentiloni.

## Biografia
Nato a Roma il 29 luglio 1958, ha conseguito la maturità scientifica e nel 1984 si è laureato in Lettere alla Università degli Studi di Roma "La Sapienza". 
Nel 1975 diventa membro della comunità di Sant'Egidio e partecipa alle attività di sostegno scolastico ai bambini poveri della periferia romana e dal 1979 diviene responsabile di comunità di adolescenti e giovani di Sant'Egidio in diversi quartieri della periferia romana.
Alla metà degli anni ottanta inizia l'impegno nelle relazioni di dialogo interreligioso, in particolare col mondo musulmano e partecipa all'organizzazione degli incontri annuali internazionali di preghiera per la pace. 
Dal 1989 lavora in Africa per lo sviluppo della comunità di Sant'Egidio, in Costa d'Avorio e nel Camerun. Nel 1996 ha partecipato alle riunioni preliminari a Roma per risolvere la crisi in Burundi.
Nel 1996 partecipa a Roma ai negoziati del patto per il futuro dell'Albania.
In Kosovo ha contribuito a implementare l'accordo del 1º settembre 1996 tra il presidente serbo Milosevic ed il leader kosovaro Rugova che ha garantito l'accesso alle scuole di kosovari albanesi nel 1997-1998. Dal 1998 è responsabile delle relazioni internazionali della comunità di Sant'Egidio. 
Nel 2006 ha partecipato a diverse missioni come mediatore nel Sudan del Sud.
Nel 2012 è stato consigliere del Ministro per la cooperazione internazionale e l'integrazione Andrea Riccardi.
Dal 2020, collabora stabilmente con il quotidiano Domani.

### Vita privata
È fratello di Francesco Giro, senatore di Forza Italia dal 2013, nonché già deputato del PdL.

## Attività politica
Alle elezioni politiche del 2013 è candidato al Senato della Repubblica, in Campania, nella lista centrista Con Monti per l'Italia (in terza posizione), risultando tuttavia il primo dei non eletti.
Il 2 maggio 2013 è stato nominato sottosegretario agli affari esteri. 
Come sottosegretario, ha esercitato le deleghe sull'America Latina, l'Africa e sulla promozione della lingua e cultura italiana; ha inoltre organizzato la VI conferenza Italia-America Latina nel dicembre 2012. 
Nel dicembre 2013 abbandona Scelta Civica per aderire ai Popolari per l'Italia ed il 28 febbraio 2014 viene confermato sottosegretario agli esteri nel governo Renzi; il 4 luglio 2014 abbandona infine i Popolari per l'Italia per aderire a Democrazia Solidale.
Nel 2014 è tra i promotori dei primi stati generali della lingua italiana nel mondo, tenutisi nell'ottobre dello stesso anno a Firenze e da quel momento ripetuti con cadenza biennale.
Il 29 gennaio 2016, in occasione del rimpasto di governo, diventa viceministro degli affari esteri, lasciando quindi la precedente carica di sottosegretario. Carica confermata il 12 dicembre 2016 anche dal successivo governo guidato da Paolo Gentiloni.